# دبليو 46 (قنبلة نووية)
دبليو 46 قرب نهاية عام 1955 تم النظر في استخدام حزمة الفيزياء من القنبلة الجوية تي اكس 46 كرأس حربي لصاروخ كروز ساتارك العابر للقارات وتم الغائه في أبريل 1958.